# Wolfgang Van Halen
Pour les articles homonymes, voir Van Halen (homonymie).
Wolfgang William Van Halen est un musicien américain né le 16 mars 1991. Il est le bassiste du groupe Van Halen après avoir remplacé Michael Anthony en 2006.

## Vie privée
Prénommé d'après le compositeur de musique classique Wolfgang Amadeus Mozart, il est le fils du guitariste Eddie Van Halen et de l'actrice Valerie Bertinelli ainsi que le neveu du batteur Alex Van Halen.
Après la tournée 2007/2008, il retourne à l'école dans l'espoir d'obtenir un diplôme. Wolfgang apparaît comme le bassiste de Van Halen sur Guitar Hero: Van Halen.

## Carrière
Wolfgang a un impact indirect sur la carrière de son père dès le début de sa vie. Le titre de l'instrumental 316 est en l'honneur de sa naissance le 16 mars (16/03 en français et donc 03/16 en anglais, raccourci en 316). Durant 13 années, Eddie Van Halen collabore de plus avec Peavey sur une ligne de guitares, la série Wolfgang, nommée là aussi en hommage à son fils. En 2008, son père baptise une guitare personnalisé, la Fender EVH Wolfgang.
Wolfgang commence tardivement à participer activement dans le groupe. fait également des apparitions au cours de certaines dates de Van Halen de la tournée 2004, à seulement 13 ans.
Fin 2006, dans une interview pour le Guitar World, Eddie Van Halen confirme que Wolfgang remplacera Michael Anthony au poste de bassiste. Comme son père et son oncle, Wolfgang est multi-instrumentiste. En plus d'être bassiste, il est également batteur, guitariste et claviériste.
Le 6 octobre 2020, Wolfgang annonce sur son compte twitter la mort de son père Eddie, à l'âge de 65 ans des suites d'un cancer de la gorge : « Je n'arrive pas à croire que je suis en train d'écrire cela, mais mon père, Edward Lodewijk Van Halen a perdu son long et difficile combat contre le cancer ce matin. Il était le meilleur père du monde. Chaque moment que j'ai partagé avec lui sur et en dehors de la scène était un cadeau. Mon cœur est brisé. Je pense que je ne me remettrai jamais de ton absence. Je t'aime tant papa »,.